# Super franchise-moi
Super franchise-moi (Super Franchise Me) est le troisième épisode de la vingt-sixième saison de la série télévisée Les Simpson et le 555e épisode de la série. Il est sorti en première sur le réseau Fox le 12 octobre 2014.

## Synopsis
Ned Flanders constate que depuis quelque temps, sa facture d'électricité a augmenté. Et pour cause : Homer lui a dérobé un appareil ménager afin de faire congeler de la viande. Lorsqu'il le récupère, Marge se retrouve avec un tas de viande non consommée sur les bras. Afin de ne rien gaspiller, elle décide d'en faire des sandwichs.
Très vite, ceux-ci rencontrent un grand succès auprès des élèves de l'école élémentaire de Springfield. Marge est alors approchée par la déléguée commerciale des restaurants Mère Hubbard, Trudy Zangler, qui lui propose de créer une nouvelle franchise de sandwichs. Après avoir acceptée, Marge lance son nouveau business, mais doit faire face à de nombreuses difficultés. Sa famille vient lui prêter main-forte...

## Réception
Lors de sa première diffusion l'épisode a attiré 7,33 millions de téléspectateurs.